# パット・ジェニングス
パトリック・アンソニー・"パット"・ジェニングス OBE（Patrick Anthony "Pat" Jennings OBE, 1945年6月12日 - ）は、北アイルランド・ニューリー出身の元同国代表サッカー選手、サッカー指導者。現役時代のポジションはGK。
北アイルランド代表では20年以上に亘りプレーし、出場数119試合の歴代最多記録を保持している。クラブレベルでは公式戦通算1000試合以上に出場している。
息子のパット・ジェニングス・ジュニアもサッカー選手であり、父親同様にGKとしてリーグ・オブ・アイルランドの各クラブでプレーしている。

## クラブ歴

### キャリア初期
父ジョンと母セイディの下、8人きょうだいの家庭で育ち、後に「ジェニングス・パーク」と名付けられる地元の公園でフットボールに親しむ。11歳の時にシャムロック・ローヴァーズFCのU-18チームでプレーした後、ゲーリックフットボールに専念する。
1961年に16歳で地元のニューリー・タウンFCのユースチームに入団し、アソシエーション・フットボールのプレーを再開する。1963年4月にU-18北アイルランド代表としてUEFA U-18欧州選手権でプレーすると、イングランド・サードディヴィジョンのワトフォードFCでスカウトを務めていたビル・マクラッケンの目に留まる。5月に同クラブへ5000ポンドの移籍金で加入し、同月にホワイトシティで行われたクイーンズ・パーク・レンジャーズFC戦でデビュー。初年度からコンスタントに出場し、1964年6月に移籍金2.7万ポンドでトッテナム・ホットスパーFCへステップアップした。

### トッテナム
ビル・ニコルソン監督から受けた2度の勧誘を承諾しトッテナムと契約。1964年8月のシェフィールド・ユナイテッドFC戦でデビューし、2-0の勝利で飾った。1967年に行われたFAチャリティ・シールドのマンチェスター・ユナイテッドFC戦ではゴールを記録する。自らのパントキックがバウンドすると、相手GKアレックス・ステップニーの頭上を越えネットを揺らした。
1967年のFAカップ、1971年と1973年のリーグカップ、1972年のUEFAカップ優勝に貢献。これらの活躍により、1973年にはFWA年間最優秀選手賞に選出される。1976年にはゴールキーパーとして初めてPFA年間最優秀選手賞を受賞した。同ポジションの受賞者は現在においてもジェニングスとピーター・シルトンの2人のみである。
1976-77シーズンの結果、クラブはリーグ最下位となりセカンドディヴィジョンへの降格が決定する。自身はアーセナルFCへ売却され、後に「フットボール人生において最悪の日だった」語っている。
13年に亘りスパーズでプレーし、リーグ戦472試合を含む公式戦合計591試合でゴールマウスを守った。

### アーセナル
1977年8月からアーセナルFCへ移籍し、1979年のFAカップ優勝に貢献。ノース・ロンドンのライバルクラブ双方で同大会のトロフィーを掲げ、グーナーからの支持を集めた。1983年2月26日、ウェスト・ブロムウィッチ・アルビオンFC戦でトップチーム通算1000試合出場を達成。ガナーズでの8年間でリーグ戦237試合、公式戦通算327試合でプレーし、1985年に現役を引退した。

### トッテナム復帰
引退発表の同年、1986 FIFAワールドカップを目指すためトッテナムに復帰し主にリザーブチームでコンディションを調整する。最後の出場は1986年1月に開催されたフットボールリーグ・スーパーカップのリヴァプールFC戦となった。同年3月、ネヴィル・サウスオールが負傷離脱したエヴァートンFCと契約した。

## 代表歴

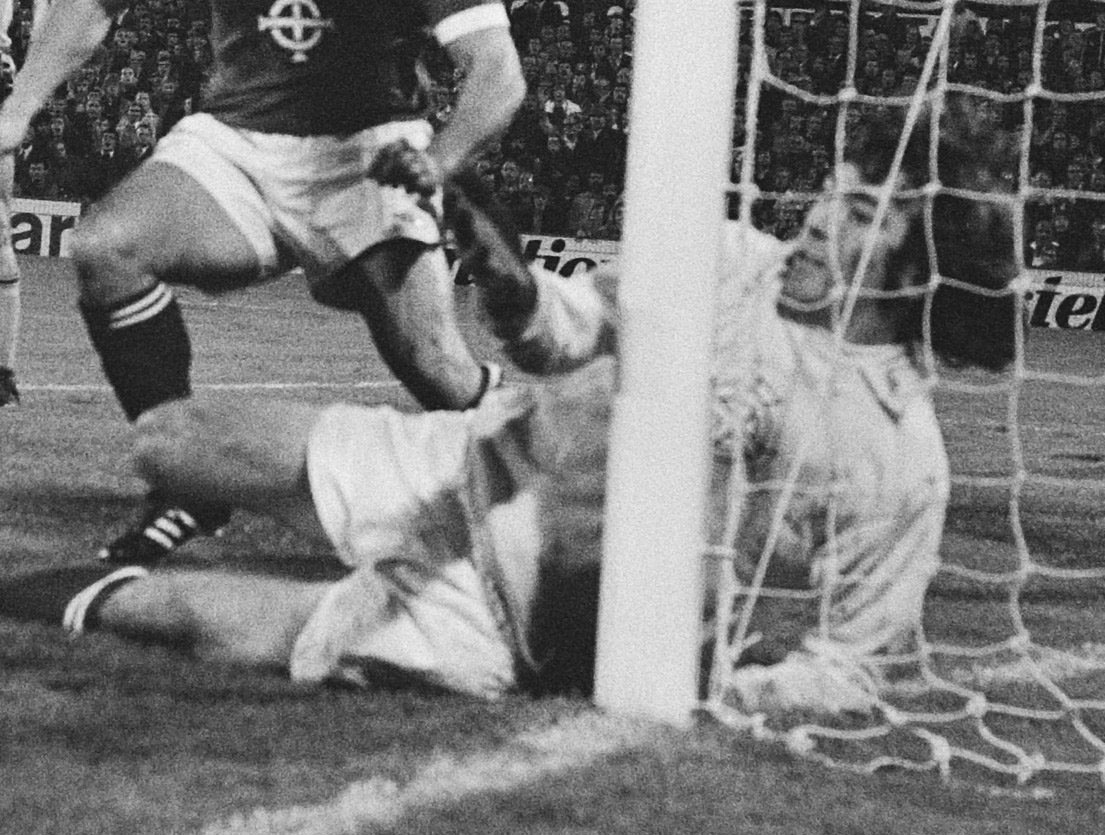
アルゼンチンW杯欧州予選・オランダ戦（1976年）

U-18北アイルランド代表として1963年4月のUEFA U-18欧州選手権でデビュー。決勝ではトミー・スミスらを擁するイングランドに0-4で大敗するが、このウェンブリーでのプレーは山を下りてから10日後の出来事であった。この試合が前述のワトフォードFC移籍に繋がる。
A代表としては1964年に18歳で初招集され、同年4月15日に開催されたブリティッシュ・ホーム・チャンピオンシップのウェールズ戦でデビューし、3-2の勝利で飾った。この試合ではジョージ・ベストも代表デビューを果たしている。1982年のFIFAワールドカップ・スペイン大会では2次リーグ進出に貢献。
1985年に一度は現役を引退するが、1986年のFIFAワールドカップ・メキシコ大会へ向け現役復帰し同大会でも正GKを務めた。自身41歳の誕生日に1次リーグ・ブラジル戦でプレーし、当時の大会最年長記録を更新。0-3で敗戦を喫したこの試合を最後に代表から退く。20年以上に亘って代表チームの正GKを務め、W杯6大会への参加を含め国際Aマッチには119試合に出場。これは北アイルランド代表歴代最多出場記録となっている。
12月3日にはウィンザー・パークで引退試合が開催され、ジェニングス・イレブンと北アイルランド代表が対戦した。

## 現役引退後
1993年にオズワルド・アルディレスが古巣トッテナム・ホットスパーFCの監督に就任すると、自身もゴールキーパーコーチとしてスパーズに復帰。現在は同クラブのアカデミーで後進の指導に努めている。また2003年には選手時代の功績が認められ、イングランドサッカー殿堂入りを果たした。
家族と共にハートフォードシャーのブロックスボーンに長年居住し、息子はスパーズ時代の同僚のクリス・ヒュートン、アルディレス、レイ・クレメンスらの子供と共にスクールに通った。
自身の名を冠した観戦ホスピタリティ「パット・ジェニングス・ラウンジ」を主催している。

## タイトル
トッテナム
- FAカップ : 1967
- フットボールリーグカップ 1971, 1973
- UEFAカップ : 1971-72
- チャリティ・シールド : 1967

個人
- FWA年間最優秀選手賞 : 1973
- PFA年間最優秀選手賞 : 1976
- PFA年間最優秀チーム : 1973-74, 1975-76
- FWAトリビュート・アウォード（英語版） : 1986
- 20世紀の偉大なサッカー選手100人 : 1999（89位）
- イングランドサッカー殿堂 : 2003